# Appèl!; ik sla de trom en dreun de droomers wakker
Appèl!; ik sla de trom en dreun de droomers wakker (J. Greshoff) was een verzetsblad uit de Tweede Wereldoorlog, dat vanaf 1 oktober 1944 werd uitgegeven. Het blad verscheen wekelijks in gestencilde vorm. De inhoud bestond voornamelijk uit nieuwsberichten en opinie-artikelen.
In Delpher bevinden zich 4 afleveringen. Het aantal pagina's per aflevering schommelde rond 10 pagina's met meestal vaste rubrieken zoals
- In het brandpunt.
- Het nationaliteitsprobleem opgelost. De Sovjet-Unie wijst de weg.
- Binnen de grenzen.
- Militair en politiek weekoverzicht.
- De maatschappij in haar ontwikkeling.
- Het laatste nieuws.